# Andrew Talcott
Andrew Talcott (1797-1883) est un ingénieur civil américain. Frère de George Talcott (en), Andrew Talcott est également un proche ami du général Robert Lee.

## Biographie
Talcott naît le 20 avril 1797 à Glastonbury (Connecticut). Il est un descendant de Joseph Talcott, gouverneur de la colonie du Connecticut de 1724 à 1741, et de John Talcott, l'un des fondateurs de Hartford (Connecticut).
En 1818, il fréquente l'Académie militaire de West Point. Intégrant par la suite le corps d'ingénieurs (Engineers), il est posté à Fort Atkinson (Nebraska) (en).
En 1824, Talcott entreprend la construction du Fort Adams (Rhode Island).
Il est engagé comme superintendant pour des constructions sur l'Hampton Roads à Fort Calhoun (en) et Fort Monroe. C'est là qu'il devient le supérieur et ami du futur général Robert Lee. En 1832, il épouse Harriet Randolph Hackley à Norfolk (Virginie), également bon ami de Lee.
En 1833, il redécouvre et peaufine la méthode Horrebow-Talcott, permettant de déterminer une latitude à partir du ciel étoilé.
En 1835, Talcott participe à la surveillance de la frontière entre l'Ohio et le Michigan avec Lee. Ayant le rang de capitaine, il quitte l'armée en 1836.
En 1839, il est ingénieur civil et arpenteur dans le Mississippi Delta avec Andrew Gray (en).
Talcott supervise la construction de la Richmond and Danville Railroad (en) en 1849, puis devient plus tard ingénieur en chef et surintendant de l'Ohio and Mississippi Railroad.
En 1857, il est consultant pour l'enquête du coroner sur la catastrophe de Desjardins Canal (en), à Hamilton (Ontario).

### Chemin de fer du Mexique
À la fin de 1857, Talcott est engagé par A. Escandon qui, à l'aide de financement anglais, vise à relier par rails Veracruz et Mexico, via Cordova et Orizaba,.

### Guerre de sécession
À la demande de Robert Lee, Talcott devient Colonel and State Engineer de Virginie (États-Unis) en 1861. Il est chargé de la défense des côtes de Richmond et James River.
Talcott meurt chez lui au 519 East Leigh Street, Richmond (Virginie) le dimanche 22 avril 1883 à l'âge de 87 ans.